# Bouzigues
Bouzigues (okzitanisch: Bosigas) ist ein Ort und eine Gemeinde mit 1.613 Einwohnern (Stand 1. Januar 2022) im Département Hérault in der Region Okzitanien in Südfrankreich. Die Bewohner werden Bouzigauds und Bouzigaudes genannt.

## Lage
Der flächenmäßig kleine Ort Bouzigues liegt etwa fünf bis zehn Meter oberhalb des Nordufers des Étang de Thau, der etwa die Hälfte der Gemeindefläche ausmacht, und ist nur etwa 13 km (Fahrtstrecke) von der südlich gelegenen Stadt Sète entfernt. Die Großstadt Montpellier befindet sich rund 33 km nordöstlich.

## Bevölkerungsentwicklung
| Jahr      | 1800 | 1851 | 1901  | 1954 | 1975 | 1999 | 2012 | 2017 |
| --------- | ---- | ---- | ----- | ---- | ---- | ---- | ---- | ---- |
| Einwohner | 835  | 1373 | 1.200 | 747  | 904  | 1208 | 1724 | 1655 |

Die Reblauskrise im Weinbau und die zunehmende Mechanisierung der Landwirtschaft hatten in der ersten Hälfte des 20. Jahrhunderts ein deutliches Absinken der Einwohnerzahlen zur Folge. Infolge der relativen Nähe zu Montpellier, des zunehmenden Tourismus und der vergleichsweise niedrigen Immobilienpreise ist in Bouzigues in den letzten Jahrzehnten wieder ein deutlicher Anstieg der Bevölkerungszahlen zu verzeichnen gewesen.

## Wirtschaft
Die Einwohner der Gemeinde lebten jahrhundertelang als Selbstversorger vom Fischfang und von der Landwirtschaft (Getreide, Wein, Gemüse); die Stadt Montpellier kam wegen ihrer vergleichsweise geringen Entfernung als Marktort infrage. Anfang des 20. Jahrhunderts begann man mit der Austernzucht – ein Wirtschaftszweig, der jedoch erst nach dem Zweiten Weltkrieg eine größere wirtschaftliche Bedeutung erlangte. Seit den 1960er Jahren spielt der Tourismus (Ferienwohnungen, Hotels, Restaurants etc.) eine zunehmend wichtige Rolle im Wirtschaftsleben des Ortes.

## Geschichte

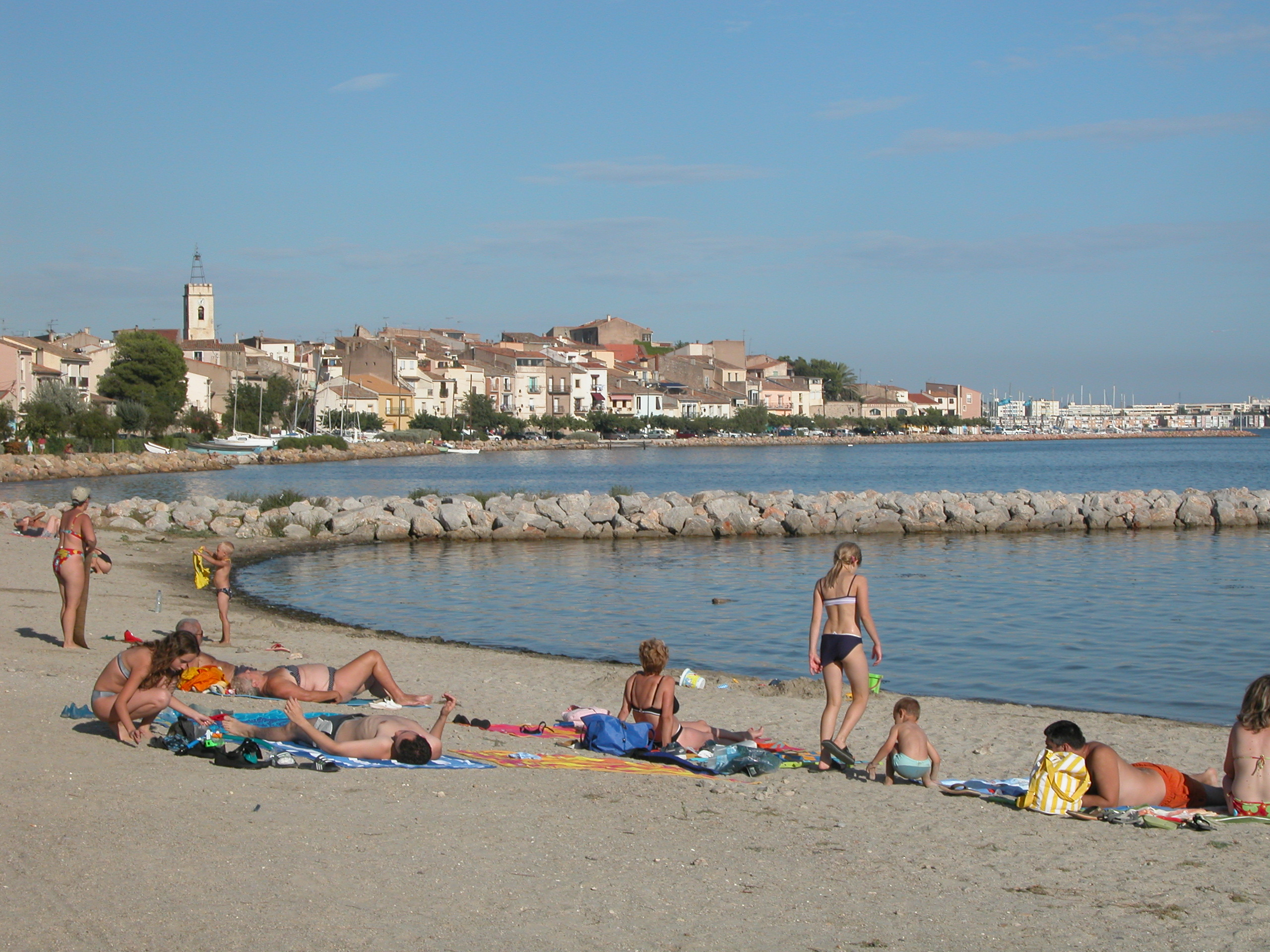
Strand von Bouzigues

Die Geschichte von Bouzigues ist nur wenig erforscht; die ersten Siedler scheinen Fischer und Schäfer gewesen zu sein, die sich später auch dem Anbau von Getreide zuwandten. Die heutige Pfarrkirche (Église Saint-Jacques) stammt aus dem 18. Jahrhundert; ob es einen mittelalterlichen Vorgängerbau gab, ist unklar.

## Sehenswürdigkeiten
- Das Ortsbild mit seiner Nähe zum Nordufer des Étang de Thau und den Bergen im Hinterland ist ausgesprochen reizvoll.
- Die Strände des Étang de Thau sind deutlich weniger von Touristen besucht als die Mittelmeerstrände bei Sète.
- Das Musée de l’Étang de Thau zeigt Exponate und Fotos aus der Geschichte des Sees und der umliegenden Orte.